# Дечимоманну
Дечимоманну (итал. Decimomannu) — коммуна в Италии, располагается в регионе Сардиния, подчиняется административному центру Кальяри.
Население составляет 7042 человека (на 2004 г.), плотность населения составляет 243,71 чел./км². Занимает площадь 28,05 км². Почтовый индекс — 9033. Телефонный код — 070.
Покровителем населённого пункта считается святой Антоний Великий. Праздник ежегодно празднуется 17 января.